# Hybrid Theory
Hybrid Theory prvi je studijski album američkog nu metal sastava Linkin Park. Objavljen je 24. listopada 2000. Album je prodan u 24 milijuna primjeraka diljem svijeta, od toga je preko 10 milijuna prodano samo u SAD-u što ga čini najprodavanjijim debi albumom neke grupe u 21. stoljeću
Specijalno, dvostruko izdanje albuma izašlo je 2002. godine. Na prvom disku se nalazi Hybrid Theory u originalnom izdanju,
dok se na drugom disku nalazi njihov nastup uživo iz Londonske arene, kao i dvije, dotad, neobjavljene pjesme.

## Popis pjesama
Originalnom izdanje
1. Papercut (3:05)
2. One Step Closer (2:36)
3. With You (3:23)
4. Points of Authority (3:20)
5. Crawling (3:29)
6. Runaway (3:04)
7. By Myself (3:10)
8. In the End (3:36)
9. A Place for My Head (3:05)
10. Forgotten (3:14)
11. Cure for the Itch (2:37)
12. Pushing Me Away (3:12)

Specijalno izdanje
CD 1
1. Papercut (3:05)
2. One Step Closer (2:36)
3. With You (3:23)
4. Points of Authority (3:20)
5. Crawling (3:29)
6. Runaway (3:04)
7. By Myself (3:10)
8. In the End (3:36)
9. A Place for My Head (3:05)
10. Forgotten (3:14)
11. Cure for the Itch (2:37)
12. Pushing Me Away (3:12)

CD 2
1. Papercut (Live @ Docklands Arena, London) (3:13)
2. Points Of Authority (Live @ Docklands Arena, London) (3:30)
3. A Place For My Head (Live @ Docklands Arena, London) (3:11)
4. My December (Mike Shinoda) (4:20)
5. High Voltage (Mike Shinoda) (3:45)

## Singlovi
- One Step Closer
- Crawling
- In The End
- Papercut
- Runaway

## Osoblje
Linkin Park
- Chester Bennington pjevač
- Rob Bourdon bubnjevi
- Brad Delson gitara, bas-gitara
- Joseph Hahn DJ, semplovi
- Mike Shinoda MC, pjevač, beatovi, semplovi, gitara
- Dave "Phoenix" Farrell, bas-gitara

## Top ljestvica

### Album
| Godina | Ljestvica        | Pozicija |
| ------ | ---------------- | -------- |
| 2000.  | Billboard 200    | #2       |
| 2000.  | UK Top 40 Albuma | #4       |

### Singlovi
| Godina | Singl             | Ljestvica                        | Pozicija |
| ------ | ----------------- | -------------------------------- | -------- |
| 2001.  | "One Step Closer" | Britanska Top Ljestvica Singlova | #24      |
| 2001.  | "One Step Closer" | SAD Modern Rock                  | #1       |
| 2001.  | "Crawling"        | Britanska Top Ljestvica Singlova | #16      |
| 2001.  | "Crawling"        | SAD Modern Rock                  | #1       |
| 2002.  | "In the End"      | Britanska Top Ljestvica Singlova | #3       |
| 2002.  | "In the End"      | SAD Modern Rock                  | #1       |
| 2002.  | "In the End"      | Billboard Hot 100                | #2       |